# 白島 (福岡県)

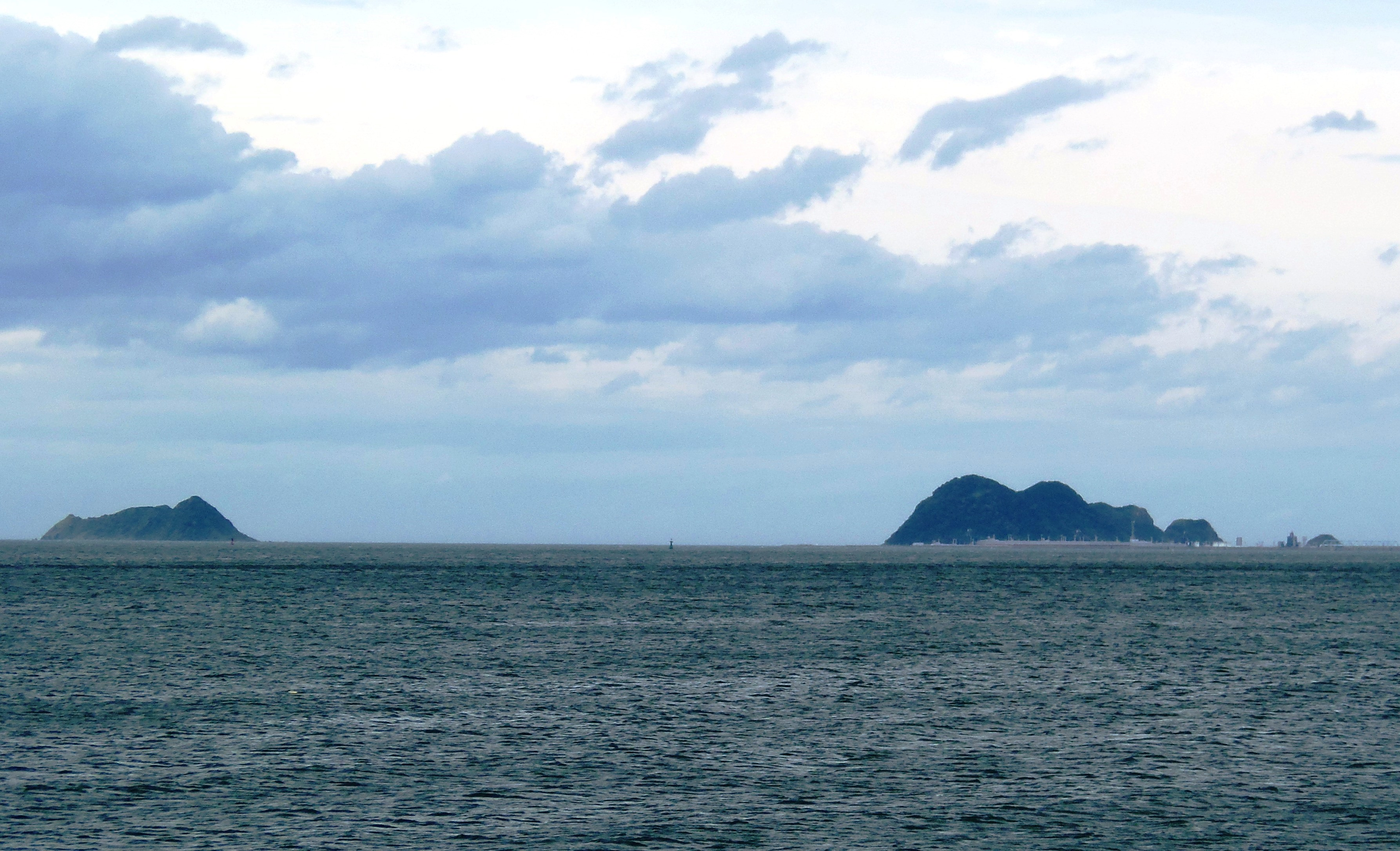
白島遠景（右：男島、左：女島）

白島（しらしま）は、福岡県北九州市若松区北部の響灘にある島である。
近接して男島（おしま・北緯34度0分45.9秒 東経130度43分40.9秒）と女島（めしま・北緯34度0分12.1秒 東経130度42分49秒）があり、この2つをまとめて白島と呼んでいる。

## 地理

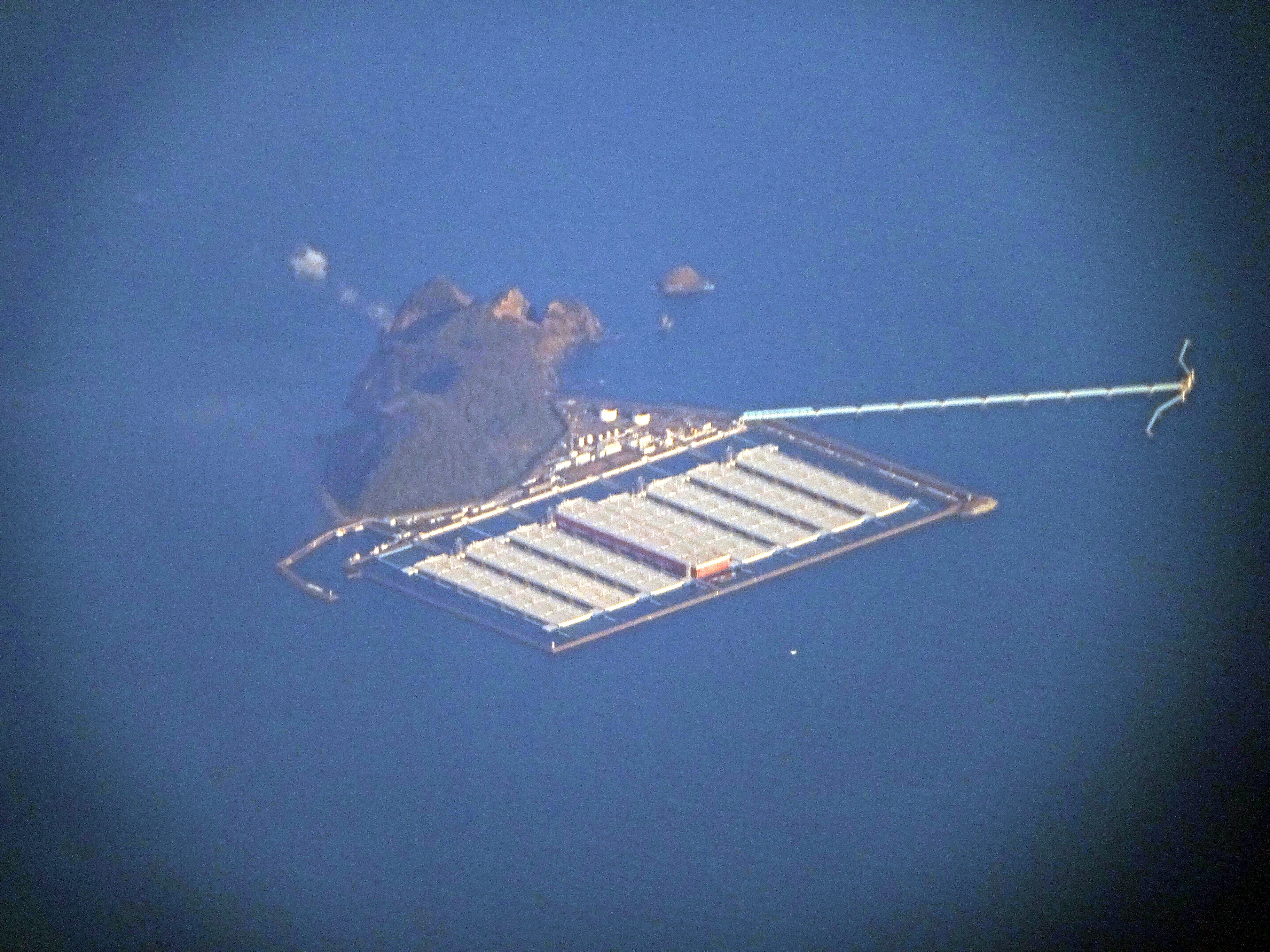
白島国家石油備蓄基地空撮（別名・男島）

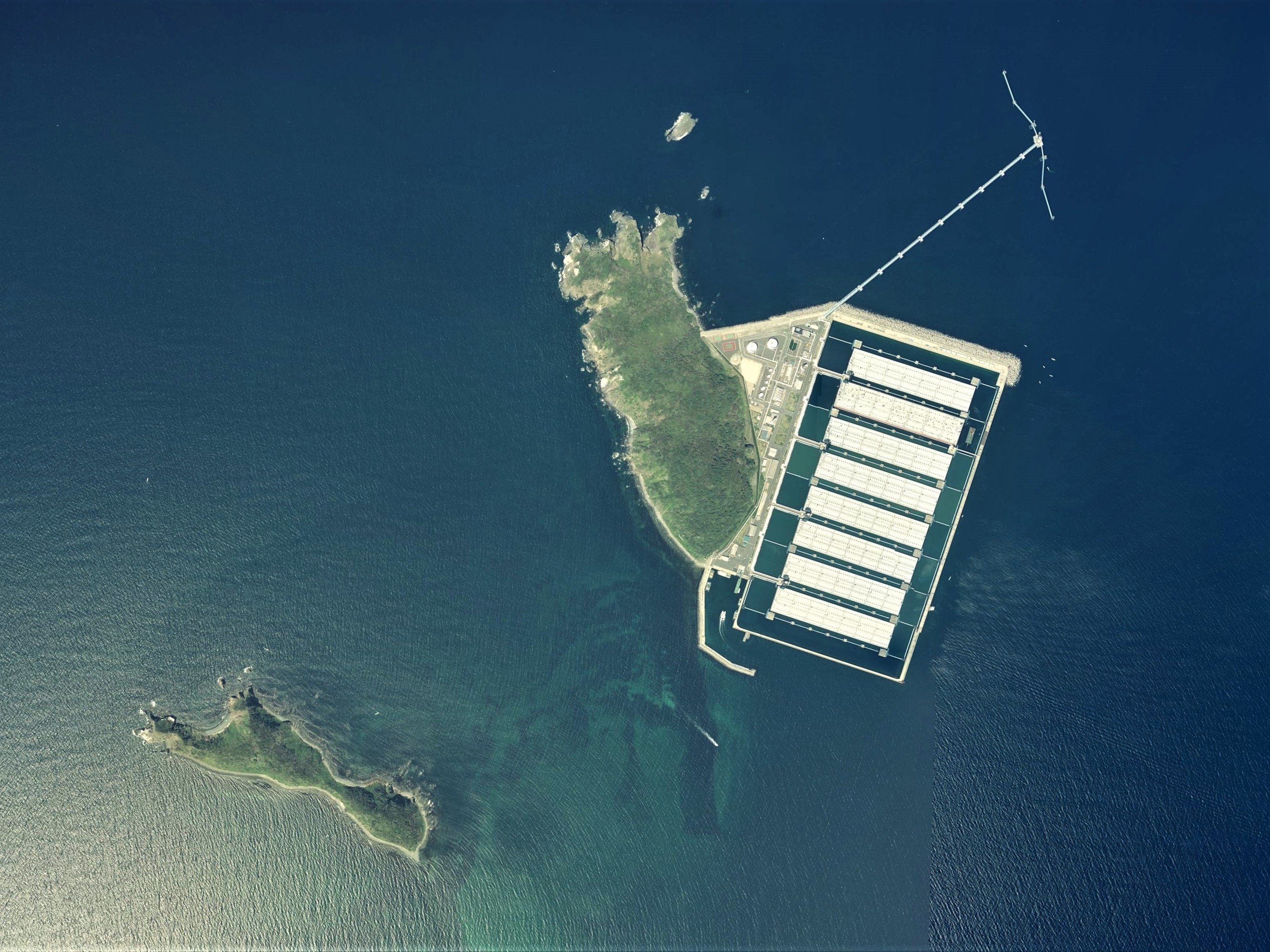
白島の空中写真。
2009年4月16日撮影の2枚を合成作成。。

若松区の中北端にある脇田（わいた）海岸から北に約8kmの響灘上にある。東側にあり面積の大きいほうが男島、西側にあり面積の小さいほうが女島である。所在地の地名は福岡県北九州市若松区大字安屋。
男島は面積0.29km2、周囲長3kmである。島の南東には巨大な白島国家石油備蓄基地（1996年8月完成）があり、備蓄船が8基並べられている。
女島は面積0.15km2、周囲長は2.5kmである。
男島・女島ともに住民はおらず、島への定期航路はない。石油備蓄基地の関係者のみ滞在しており、関係者以外が島へ立ち入ることはできない。

## 歴史
男島には1937年（昭和12年）に下関要塞の一部として十一年式七糎加農を設置した4つの砲台が築かれた。石油備蓄基地は1978年（昭和53年）に計画され、1984年（昭和59年）に建設開始され1996年（平成8年）に操業開始した。